# Determinism social
Determinismul social este un concept sociologic care susține ipoteza primatului societății asupra comportamentului individual. Determiniștii afirmă că interacțiunile sociale determină comportamentul uman individual. Ca urmare, individul nu-și alege propria acțiune, ci este constrâns să o efectueze la presiunea societății; el nu este cu adevărat liber să acționeze după cum dorește.
Conceptul de determinism social se deosebește de conceptul de  interacționism sau constructivism. 

## Determinismul social ca un concept holistic

### Determinism social și fapt social

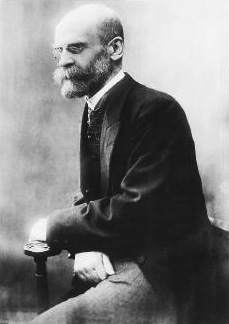
Émile Durkheim, teoreticianul faptului social

Considerat părintele sociologiei moderne, Émile Durkheim plasează faptul social în centrul acestei discipline, considerându-l obiect de studiu al sociologiei. Însă faptul social este caracterizat, între altele, prin exterioritatea sa și mai ales prin puterea sa coercitivă, adică el este impus indivizilor, constituind astfel un pilon al sociologiei generale a lui Émile Durkheim și, prin urmare, un precept al sociologiei holistice. În această calitate, el este paradigma care justifică primatul societății asupra comportamentului individual și validează, astfel, determinismul social. În încercarea sa de a defini sociologia ca o nouă știință, Durkheim a ales să se concentreze asupra fenomenelor sociale în care procesul individual de luare a deciziilor poate fi încadrat a priori ca fapt social; un exemplu celebru este cercetarea sa cu privire la suicid, considerat ca un fapt social și, prin urmare, un comportament indus de determinismul social.

### Determinism social și habitus

Spațiul social și practicile sociale potrivit lui Pierre Bourdieu

Conceptul de habitus se bazează întotdeauna pe perceperea determinismului social în funcție de o paradigmă holistică, dar permite apariția unei rupturi cu accepțiunea sa moștenită de fapt social. Într-adevăr, habitusul constituie o matrice a comportamentelor individuale care favorizează reproducerea socială (și, astfel, un anumit determinism social), determinând, de asemenea, apropierea comportamentelor, gusturilor și „stilurilor de viață” ale indivizilor.

## Schimbare socială și determinism social
Confruntați cu necesitatea cercetării schimbării sociale, sociologii iau în calcul următoarea observație: majoritatea teoriilor schimbării sociale implică o acceptare a determinismului social; a minima, aceste teorii caută un factor discriminant în orice schimbare socială, ceea ce implică, de asemenea, o recunoaștere a determinismului social. Se pune atunci chestiunea posibilității de a cerceta schimbarea socială fără a recurge la determinismul social.

### Limitele determinismului social
Cercetarea schimbării sociale pe baza determinismului social ignoră, prin urmare, dezordinea care caracterizează totuși istoria societăților. În afara dezordinii, determinismul social încearcă să integreze hazardul, efectul Cournot, în schimbarea socială.